# 퀴멩카르타노주

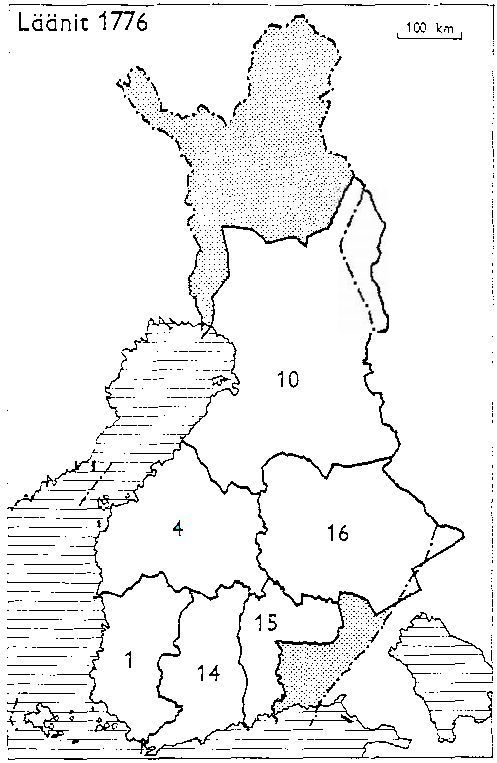
1776년 당시의 핀란드의 주 지도 (15번이 퀴멩카르타노주)

퀴멩카르타노주(핀란드어: Kymenkartanon lääni)는 핀란드에 과거 존재했던 주로 주도는 헤이놀라이다. 스웨덴어로는 큄메네고르드주(스웨덴어: Kymmenegårds län)라고 부른다.
스웨덴의 지배하에 있던 1775년에 사볼락스 큄메네고르드주가 사보 카리알라주와 퀴멩카르타노 주로 분리되면서 신설되었다. 1809년 러시아 제국에 편입되었다. 1831년 주의 대부분 지역이 미켈리주에 편입되었으며 주의 나머지 지역이 우시마주에 편입되면서 폐지되었다.